# Gränsbo
Gränsbo is een plaats in de gemeente Trelleborg in het Zweedse landschap Skåne en de provincie Skåne län. De plaats heeft 91 inwoners (2005) en een oppervlakte van 31 hectare. Gränsbo wordt vrijwel geheel omringd door akkers. De bebouwing in het dorp bestaat vrijwel geheel uit wat vrijstaande huizen en boerderijen. De stad Trelleborg ligt zo'n vijftien kilometer ten westen van het dorp.